# Gueoulah
Gueoulah (en hébreu גאולה, c'est-à-dire Rédemption) est un quartier du centre de Jérusalem, en Israël, peuplé surtout de Juifs Haredim. Il touche les quartiers de Mekor Baruch à l'ouest, celui de Bukharim au nord, de Meah Shearim à l'est et le centre-ville de Jérusalem au sud.

## Étymologie
Son nom vient de l'ancienne rue principale du quartier, la rue Gueoulah, qu'on appelle aujourd'hui rue Malchei Yisrael. La rue Gueoulah était le centre des commerces pour différents quartiers voisins comme Kerem Avraham, Yagiya Kapayim, Zikhron Moshe, Batei Horenstein et Ahva, quartiers qu'on désigne aujourd'hui par le terme collectif de quartier de Gueoulah. La rue Malchei Yisrael est bordée de douzaines de petits magasins et le quartier abrite de nombreuses yeshivot et synagogues.

## Géographie

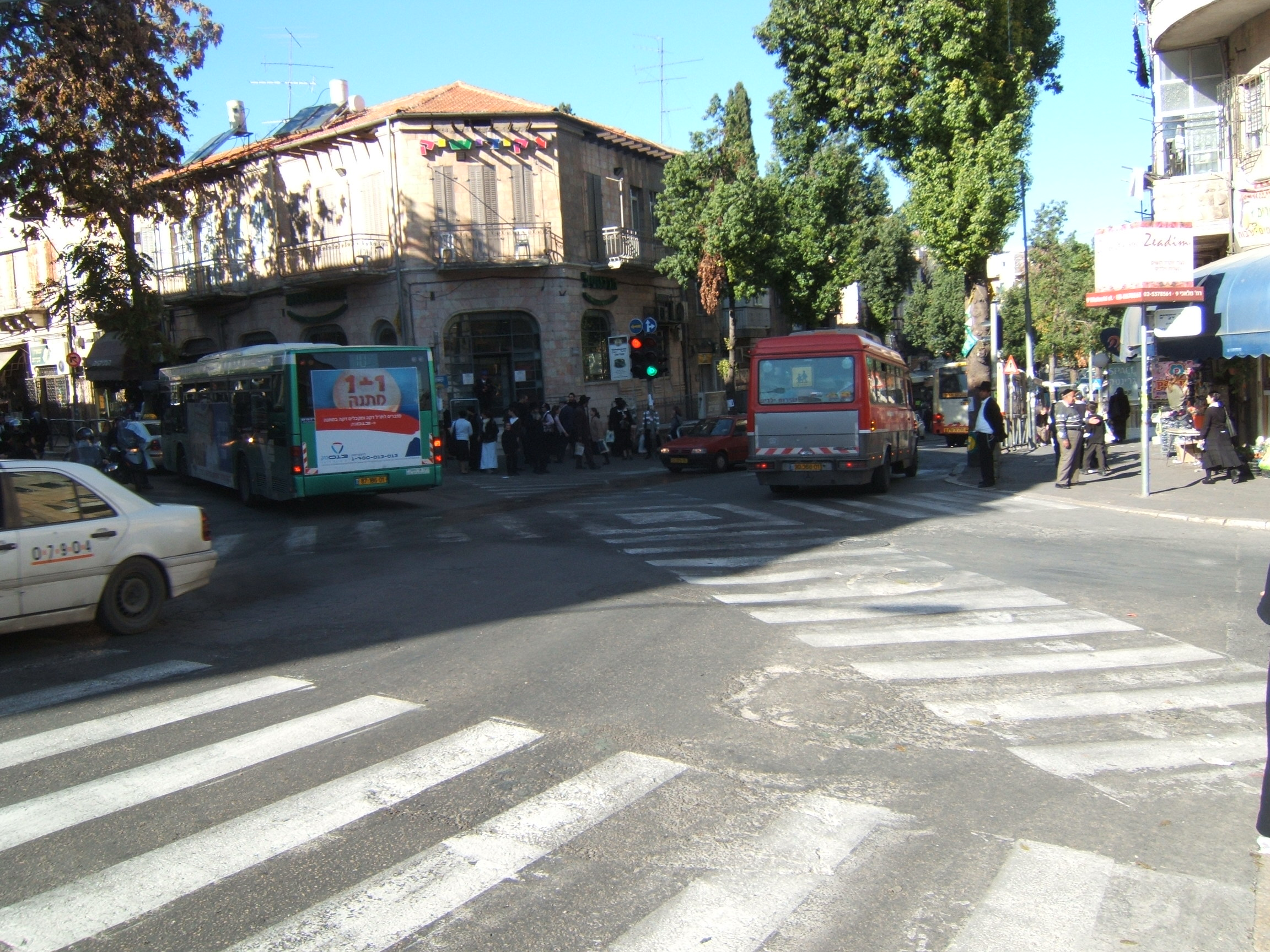
La place du Shabbat.

Gueoulah est limité par les quartiers Mea Shearim et Beit Yisrael à l'est, le quartier Bukharim au nord, la base militaire Schneller et le quartier Mekor Baruch à l'ouest et le centre-ville de Jérusalem au sud. La principale intersection est  Kikar HaShabbat (en) (la place du Shabbat) (article en hébreu : כיכר השבת) où ont lieu fréquemment des manifestations d'ultra-orthodoxes, que ce soit contre la gay pride, contre un cinéma, contre un parking ou un restaurant ouvert le samedi, ou pour toutes sortes d'autres raisons. En juillet 2009, l'arrestation d'une mère de famille de ce quartier pour mauvais traitements sur un de ses enfants a provoqué de véritables émeutes à tel point que la femme a dû être relâchée.

## Caractéristiques
Gueoulah est un centre important du judaïsme haredi et abrite différentes branches du Judaïsme hassidique et lituanien. Au cours de la dernière décennie[Quand ?], le caractère de la population s'est modifié à la suite d'un exode de la population résidentielle et d'une place plus grande prise par le monde des affaires. Malgré la croyance largement répandue que les loyers sont moins élevés dans les quartiers haredi, les prix des locations commerciales à Gueoulah sont relativement élevés.

## Référence de traduction
- (en) Cet article est partiellement ou en totalité issu de l’article de Wikipédia en anglais intitulé « Geula » (voir la liste des auteurs).